# Albumares
Albumares es un género extinto de trilobozoo cercanamente emparentado con Tribrachidium. Su tamaño era de unos 15 mm de diámetro y, a diferencia de su pariente Anfesta, estaba dividido en tres lóbulos que le daban una apariencia como de trébol. Sus fósiles se han encontrado en el lecho del río Siuzma en la península de Onega del Mar Blanco, al norte de Rusia y pertenecen al periodo Ediacárico.